# Mundialito de Fútbol Playa
El Mundialito de Fútbol Playa, generalmente conocido simplemente como Mundialito es un torneo anual de fútbol playa disputado entre algunos pocos países seleccionados que son invitados a la competición. 
Jugado por primera vez en 1994 en la playa de Copacabana, Río de Janeiro , Brasil, la competencia se reinició en 1997 en Portugal, donde se llevó a cabo desde entonces hasta 2022. Pocas naciones han ganado el torneo, siendo solo Brasil, Portugal, Estados Unidos y España. El torneo es organizado por Beach Soccer Worldwide (BSWW), socio de la FIFA.
El primer Mundialito de Clubes de Fútbol Playa tuvo lugar en marzo de 2011.

## Sedes
La siguiente es una tabla que muestra cuándo y dónde se ha realizado el Mundialito:
| Año       | País                                     | Ciudad                                   | Playa                                    |
| --------- | ---------------------------------------- | ---------------------------------------- | ---------------------------------------- |
| 1994      | Brasil                                   | Río de Janeiro                           | Copacabana                               |
| 1995–1996 | No disputado                             | No disputado                             | No disputado                             |
| 1997–2004 | Portugal                                 | Figueira da Foz                          | Praia da Claridade                       |
| 2005–2012 | Portugal                                 | Portimão                                 | Praia da Rocha                           |
| 2013      | Portugal                                 | Vila Nova de Gaia                        | Praia de Canide Norte                    |
| 2014      | Portugal                                 | Espinho                                  | Praia da Baía                            |
| 2015      | No disputado                             | No disputado                             | No disputado                             |
| 2016–2017 | Portugal                                 | Cascais                                  | Praia de Carcavelos                      |
| 2018      | Portugal                                 | Almada                                   | Costa de Caparica                        |
| 2019      | Portugal                                 | Nazaré                                   | Praia da Nazaré                          |
| 2020      | No disputado por la pandemia de COVID-19 | No disputado por la pandemia de COVID-19 | No disputado por la pandemia de COVID-19 |
| 2022      | España                                   | Maspalomas                               | Playa del Inglés                         |
| 2023      | España                                   | Isla Canela                              | Playa de Los Haraganes                   |

## Ediciones e historial
| N.º | Año  | Equipos | Campeón        | Subcampeón             | Tercer lugar   | Cuarto lugar           |               | Mejor jugador    | Mejor portero                                         | Goleador |
| --- | ---- | ------- | -------------- | ---------------------- | -------------- | ---------------------- | ------------- | ---------------- | ----------------------------------------------------- | -------- |
| 1   | 1994 | 4       | Brasil         | Italia                 | Estados Unidos | Argentina              | ?             | Paulo Sérgio     | Emilio Commisso                                       |          |
| 2   | 1997 | 8       | Brasil         | España                 | Canadá         | Portugal               | Neném         | ?                | Neném                                                 |          |
| 3   | 1998 | 12      | Estados Unidos | Perú                   | Brasil         | Portugal               | Hernâni       | Ruben Fernandez  | Neném                                                 |          |
| 4   | 1999 | 8       | Brasil         | Portugal               | Uruguay        | Francia                | Hernâni       | Paulo Sérgio     | Benjamin Jorginho                                     |          |
| 5   | 2000 | 8       | Brasil         | Portugal               | Francia        | España                 | Madjer        | Franck Zíngaro   | Eric Cantona Amarelle Neném                           |          |
| 6   | 2001 | 8       | Brasil         | Portugal               | España         | Francia                | Amarelle      | Zé Miguel        | Neném                                                 |          |
| 7   | 2002 | 8       | Brasil         | Portugal               | Italia         | Argentina              | Madjer        | ?                | Madjer                                                |          |
| 8   | 2003 | 8       | Portugal       | Brasil                 | España         | Uruguay                | Amarelle      | Robertinho       | Amarelle                                              |          |
| 9   | 2004 | 8       | Brasil         | España                 | Italia         | Portugal               | Hernâni       | Roberto Valeiro  | Neném                                                 |          |
| 10  | 2005 | 8       | Brasil         | Portugal               | Francia        | Ucrania                | Madjer        | Pierre           | Madjer                                                |          |
| 11  | 2006 | 5       | Brasil         | Portugal               | Argentina      | Inglaterra             | Buru          | –                | –                                                     |          |
| 12  | 2007 | 6       | Brasil         | Portugal               | Japón          | Suiza                  | Madjer        | –                | –                                                     |          |
| 13  | 2008 | 4       | Portugal       | Brasil                 | Argentina      | Francia                | Madjer        | Mão              | Madjer                                                |          |
| 14  | 2009 | 4       | Portugal       | Brasil                 | España         | Emiratos Árabes Unidos | Madjer        | Mão              | Amarelle                                              |          |
| 15  | 2010 | 4       | Brasil         | Portugal               | Argentina      | Estados Unidos         | Madjer        | Cesar Mendoza    | Madjer (3) Daniel (3) Sidney (3) Miguel De Ezeyza (3) |          |
| 16  | 2011 | 4       | Brasil         | Portugal               | México         | Francia                | Madjer        | Paulo Graça      | Belchior (5)                                          |          |
| 17  | 2012 | 4       | Portugal       | España                 | Alemania       | China                  | Madjer        | Paulo Graça      | Madjer (7)                                            |          |
| 18  | 2013 | 4       | España         | Portugal               | Italia         | Japón                  | Alan          | Nuno Hidalgo     | Belchior (5) Llorenç (5)                              |          |
| 19  | 2014 | 4       | Portugal       | Japón                  | Hungría        | Estados Unidos         | Jordan Santos | Nuno Hidalgo     | Belchior                                              |          |
| 20  | 2016 | 4       | Brasil         | Portugal               | Estados Unidos | China                  | Belchior      | Chris Toth       | Lucão (8)                                             |          |
| 21  | 2017 | 4       | Brasil         | Portugal               | Rusia          | Francia                | Rodrigo       | Mão              | Rodrigo (5) Mauricinho (5)                            |          |
| 22  | 2018 | 4       | Portugal       | España                 | Japón          | México                 | Jordan Santos | Elinton Andrade  | Takasuke Goto (6)                                     |          |
| 23  | 2019 | 4       | Portugal       | Senegal                | España         | Japón                  | Jordan Santos | Elinton Andrade  | Jordan Santos (4)                                     |          |
| 24  | 2022 | 4       | España         | Estados Unidos         | Portugal       | Japón                  | Chiky Ardil   | Christopher Toth | Takuya Akaguma (7)                                    |          |
| 25  | 2023 | 4       | Brasil         | Emiratos Árabes Unidos | España         | México                 | Rodrigo       | Dona             | Rodrigo (7)                                           |          |

## Títulos por país
| País                   | Títulos | 2º lugar | 3º lugar | Total |
| ---------------------- | ------- | -------- | -------- | ----- |
| Brasil                 | 15      | 3        | 1        | 19    |
| Portugal               | 7       | 12       | 1        | 20    |
| España                 | 2       | 4        | 5        | 11    |
| Estados Unidos         | 1       | 1        | 2        | 4     |
| Italia                 | 0       | 1        | 3        | 4     |
| Japón                  | 0       | 1        | 2        | 3     |
| Perú                   | 0       | 1        | 0        | 1     |
| Senegal                | 0       | 1        | 0        | 1     |
| Emiratos Árabes Unidos | 0       | 1        | 0        | 1     |
| Argentina              | 0       | 0        | 3        | 3     |
| Francia                | 0       | 0        | 2        | 2     |
| Rusia                  | 0       | 0        | 1        | 1     |
| Canadá                 | 0       | 0        | 1        | 1     |
| Alemania               | 0       | 0        | 1        | 1     |
| Hungría                | 0       | 0        | 1        | 1     |
| México                 | 0       | 0        | 1        | 1     |
| Uruguay                | 0       | 0        | 1        | 1     |